# انزو شیفو
انزو شیفو (به انگلیسی: Enzo Scifo) بازیکن فوتبال اهل بلژیک و عضو تیم ملی فوتبال بلژیک است که در تاریخ ۶ ژوئن ۱۹۸۴ میلادی اولین بازی ملی‌اش را مقابل تیم ملی فوتبال مجارستان انجام داد. او در ۸۴ بازی ملی حضور داشت و جمعاً ۵۹۷۴ دقیقه برای تیم ملی فوتبال بلژیک به میدان رفت. انزو اسکیفو آخرین بازی ملی خود را در تاریخ ۲۵ ژوئن ۱۹۹۸ میلادی در برابر تیم ملی فوتبال کره جنوبی انجام داد. وی در بازی‌های ملی‌اش ۱۹ گل به ثمر رساند.